# 枕鳍鲨属
枕鳍鲨（学名：Iniopteryx，意为“后颈的翅膀”），是一属灭绝的全头亚纲软骨鱼类。发现于石炭纪宾夕法尼亚世的北美，主要分布于俄亥俄州和蒙大拿州。该属类似银鲛，属内大致体长约半米，具有长相类似飞鱼的特殊棘刺和鱼鳍，因此该物种被推断具有类似飞鱼短暂滑翔的能力，也有观点认为该物种实为底栖生活